# Eupithecia sclerata
Eupithecia sclerata là một loài bướm đêm trong họ Geometridae.